# 3C 9
3C 9位在雙魚座的是一個類星體。 

## 外部連結
- Simbad（页面存档备份，存于）